# 阿爾文·漢森
阿爾文·哈維·漢森（英語：Alvin Harvey Hansen，1887年8月23日—1975年6月6日），又譯為阿爾文·韓森，生於美國南達科他州維堡（Viborg），哈佛大學經濟學教授，是美國最早開始倡導凱思斯經濟學的學者，經常被稱為「美國的凱恩斯」。他協助建立了美國總統經濟顧問委員會以及社會保障系統。

## 生平
1918年，於威斯康辛大學麥迪遜分校取得博士學位。
1937年，至哈佛大學擔任經濟學教授。

## 學說
阿爾文·漢森在學術上最著名的成就，是與約翰·希克斯共同建立的IS-LM模型。